# Pterolophia leucoloma
Pterolophia leucoloma är en skalbaggsart som först beskrevs av François Louis Nompar de Caumont de Laporte 1840.  Pterolophia leucoloma ingår i släktet Pterolophia och familjen långhorningar.
Artens utbredningsområde är:
- Mali.
- Senegal.

Inga underarter finns listade i Catalogue of Life.